# Saffais
Saffais é uma comuna francesa na região administrativa de Grande Leste, no departamento de Meurthe-et-Moselle. Estende-se por uma área de 4,04 km². Em 2010 a comuna tinha 116 habitantes (densidade: 28,7 hab./km²).